# Duszpasterstwo Młodych 20/30
Duszpasterstwo Młodych 20/30 – duszpasterstwo młodzieży działające w archidiecezji poznańskiej przy poznańskiej archikatedrze. Zostało założone przez ks. Dariusza Madejczyka, ówczesnego sekretarza arcybiskupa Stanisława Gądeckiego, ks. Krzysztofa Różańskiego, prefekta seminarium, oraz młodych ludzi, którzy spontanicznie zgromadzili się w pierwszą niedzielę po śmierci Jana Pawła II na mszy świętej o godzinie 20:30 w poznańskiej archikatedrze. Od tego momentu młodzież zaczęła spotykać się na Eucharystii co tydzień o 20:30. Godzina spotkań dała nazwę duszpasterstwu. Ponadto nazwa nawiązuje do wieku młodzieży: większość to dwudziesto- i trzydziestolatkowie. Oprócz mszy św. o 20:30 młodzież w każdą niedzielę po 16. dniu każdego miesiąca odmawia apel jasnogórski przy pomniku papieża Jana Pawła II na Ostrowie Tumskim w Poznaniu. Duszpasterstwo działa także charytatywnie i społecznie. Utworzono również zespół muzyczny, który śpiewa na mszy św., a także zamierza wydać płytę z utworami chrześcijańskimi.
Działania Duszpasterstwa Młodych 20/30 nie ograniczają się wyłącznie do uczestnictwa w Eucharystii. Przez 2 lata w każdy pierwszy i trzeci wtorek miesiąca młodzież spotykała się na kręgach dyskusyjnych, jednak obecnie czas ten spędzają na nauce podstaw języka włoskiego. Natomiast w drugi i czwarty wtorek miesiąca młodzi ludzie organizują modlitwy kanonami z Taizé.